# Harpactea fageli
Harpactea fageli este o specie de păianjeni din genul Harpactea, familia Dysderidae, descrisă de Brignoli, 1980. Conform Catalogue of Life specia Harpactea fageli nu are subspecii cunoscute.